# Liller Kriegszeitung
Die Liller Kriegszeitung war eine deutsche Frontzeitung im besetzten französischen Lille von 1914 bis 1918.

## Geschichte
Im Oktober 1914, zu Beginn des Ersten Weltkriegs, besetzten deutsche Truppen die nordfranzösische Stadt Lille. Kronprinz Rupprecht von Bayern erteilte danach die Anweisung, dort eine Kriegszeitung für die 6. Armee herausgegeben. Als Leiter wurden Journalisten des Verlages Velhagen & Klasing ausgewählt. Am 8. Dezember 1914 erschien die erste Ausgabe. Sie wurde in der beschlagnahmten Druckerei des Echo du Nord hergestellt.
Die Liller Kriegszeitung erschien zehnmal monatlich, etwa alle drei Tage, mit vier oder sechs Seiten. Sie wurde an Soldaten in diesem und weiteren Frontabschnitten kostenlos verteilt, im Inland konnte sie für 3 Mark abonniert werden.
Nach ihrem Vorbild erschienen zahlreiche weitere deutsche Frontzeitungen. Die Liller Kriegszeitung war mit durchschnittlich 80.000 verteilten Exemplaren, 1916 sogar 110.000 Exemplaren, die auflagenstärkste. Im Herbst 1918 übernahm die deutsche Armeeführung die Leitung des Blattes. Kurz danach erschien am 27. September 1918 die letzte Ausgabe, und am 17. Oktober 1918 wurde Lille von englischen Truppen unter General William Birdwood von der Besatzung durch die deutsche Armee befreit.

## Inhalt
In der Liller Kriegszeitung erschienen Texte zu Ereignissen und Bewertungen des Kriegsgeschehens und dessen Umfeld, meist in nationalistischer Tendenz. Dazu gab es aber auch viele Artikel zu verschiedenen Themen aus Kultur, Wissenschaft, Technik, sowie Erzählungen, Gedichte, und mehr. Besonders beliebt waren die Liller Kriegsflugblätter, eine Beilage mit Karikaturen, Witzen, Rätseln.
Die Liller Kriegszeitung sollte die deutschen Soldaten für ihren Kriegsdienst motivieren, aber auch unterhalten. Sie war eine wichtige Ablenkung in den Schützengräben des Stellungskrieges, die die Soldaten oft wochenland nicht verlassen durften.
Im Verlag der Liller Kriegszeitung erschienen mehrere Bücher mit ausgewählten Texten aus der Liller Kriegszeitung sowie weitere Veröffentlichungen.

## Mitarbeiter
Leiter
- Paul Oskar Höcker, 1914–1918, leitender Redakteur
- Karl Arnold, 1914–1917, künstlerischer Leiter, zeichnete viele Abbildungen und Karikaturen
- Rudolf Schiestl, 1917–1918, künstlerischer Leiter, zeichnete Karikaturen

Weitere Mitarbeiter
- Friedel Merzenich, 1914–1918, Redakteurin wahrscheinlich für Feuilleton und Humor, einzige Mitarbeiterin bei einer deutschen Kriegszeitung im Ersten Weltkrieg
- Paul Weiglin, 1914–1918, schrieb Texte, möglicherweise Redakteur
- Alfred Buchner, Mitarbeiter
- Franz Breest, Karikaturen
- Adolf Wurmbach, Texte als Soldat

Außerdem erschienen in der Liller Kriegszeitung viele weitere eingesandte Texte von Soldaten und Offizieren.